# Frölunda HC
Il Frölunda Hockey Club, conosciuto anche come Frölunda Indians, è un club di hockey su ghiaccio con sede a Göteborg, in Svezia.
Disputa i propri match interni presso l'arena Scandinavium, che ha una capacità di 12.044 posti.

## Storia
Inizialmente, a partire dal 1944, la squadra rappresentava la sezione hockey della polisportiva Västra Frölunda IF rimanendovi fino al 1984, anno in cui si separò per diventare un club a sé stante sotto il nome Västra Frölunda HC. Un ulteriore cambio di denominazione avvenne nel 2004, quando diventò semplicemente Frölunda HC.
Il Västra Frölunda diventò campione di Svezia per la prima volta nel 1965.
Il campionato 2002-2003 fu quello del ritorno alla vittoria del titolo nazionale, conquistato dopo 38 anni di attesa grazie al 4-0 nella serie finale contro il Färjestad.
Nel stagione 2004-2005 la squadra vinse il suo terzo titolo, nell'anno in cui l'intera stagione NHL fu cancellata a causa del lockout tra lega e giocatori. Per l'occasione molti giocatori NHL scelsero di giocare in Svezia tra cui Daniel Alfredsson, tornato per l'occasione a giocare con il Frölunda.
Un anno più tardi il club riuscì nell'impresa di rimontare da 1-3 a 4-3 nella serie di semifinale sul Linköpings HC, perdendo poi le finali, durante le quali Ronnie Sundin diventò il giocatore con più presenze nella storia della squadra.

## Collegamenti esterni

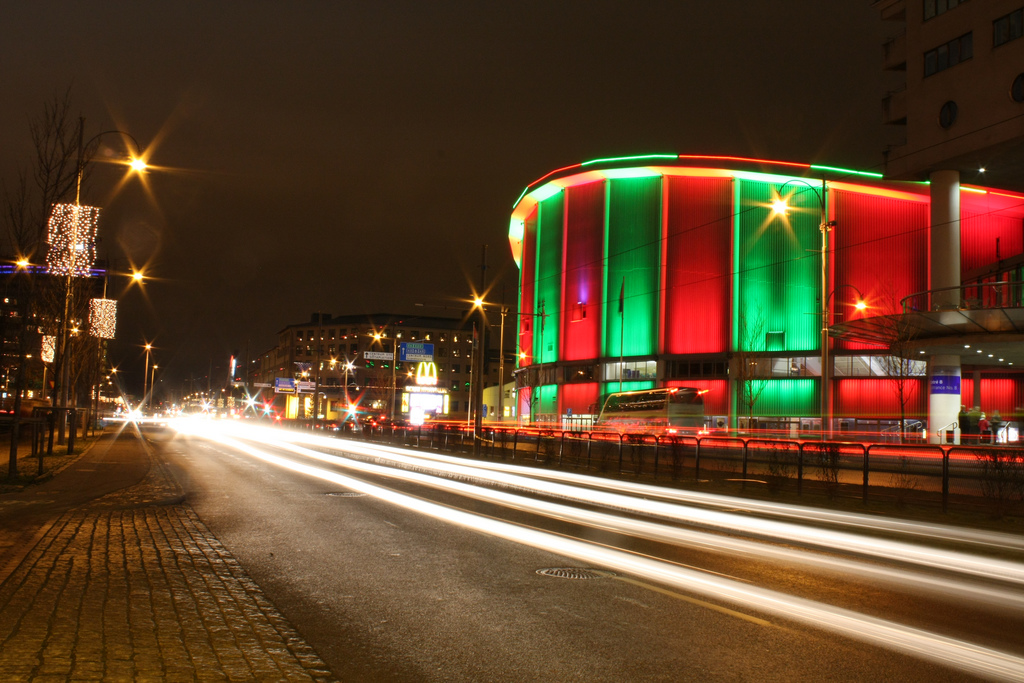
L'arena Scandinavium illuminata con i colori del club

## Palmarès
- Campionato svedese: 5

1965, 2003, 2005, 2016, 2019
- Champions Hockey League: 4

2016, 2017, 2019, 2020